# Weestream
Weestream（ウィーストリーム）は、Ustreamで2010年6月2日から毎週水曜20時に配信されていたインターネットバラエティ番組。コンセプトは、女子大生の”やりたい”を「生」で叶えるワガママ実現バラエティ。メインMCは熊本に在住の女子大生が務める。

## 出演者

### メインMC
- スズカ（Lady Suzuka）
- ちぃさん（これからだ）

### レギュラー
- いなじゅん（還暦）
- nabecchi（C級ローカルタレント）
- やまぴ（南国の珍獣）
- ボスまっぴ（天の声）

### 主なゲスト
- さいばとしゆき（最高顧問）
- nobsat（ご意見番）
- nabeco（女子大生?）

## エピソード
- 当初は、女子大生と企業を結び付ける目的でスタートするも、現在では、スマートフォンのアプリ、鉄道、コンビニスイーツなど、その内容は多岐にわたっている。
- 2011年7月20日から、熊本市内のバーにて第3水曜日に開かれている樋口了一のライブを3か月連続で配信。特に初回の配信は、現在にわたって番組過去最多の視聴数となっている[1]。
- ボスまっぴは、基本的に声のみの出演。その一方で、地元テレビ局のニュース番組から取材を受け、顔出しでインタビューを受けている。